# Mairena del Alcor
Mairena del Alcor település Spanyolországban, Sevilla tartományban. Mairena del Alcor Alcalá de Guadaíra, Carmona és El Viso del Alcor községekkel határos. Lakosainak száma 24 238 fő (2024).

## Népesség
A település népessége az elmúlt években az alábbi módon változott:
| Lakosok száma | 16 788 | 17 623 | 19 363 | 20 510 | 22 024 | 22 447 | 23 222 | 23 550 | 23 938 | 24 238 |
|               | 2001   | 2004   | 2007   | 2009   | 2012   | 2014   | 2017   | 2019   | 2022   | 2024   |